# Delphinium variegatum
Delphinium variegatum är en ranunkelväxtart. Delphinium variegatum ingår i släktet storriddarsporrar, och familjen ranunkelväxter.

## Underarter
Arten delas in i följande underarter:
- D. v. kinkiense
- D. v. thornei
- D. v. variegatum

## Bildgalleri

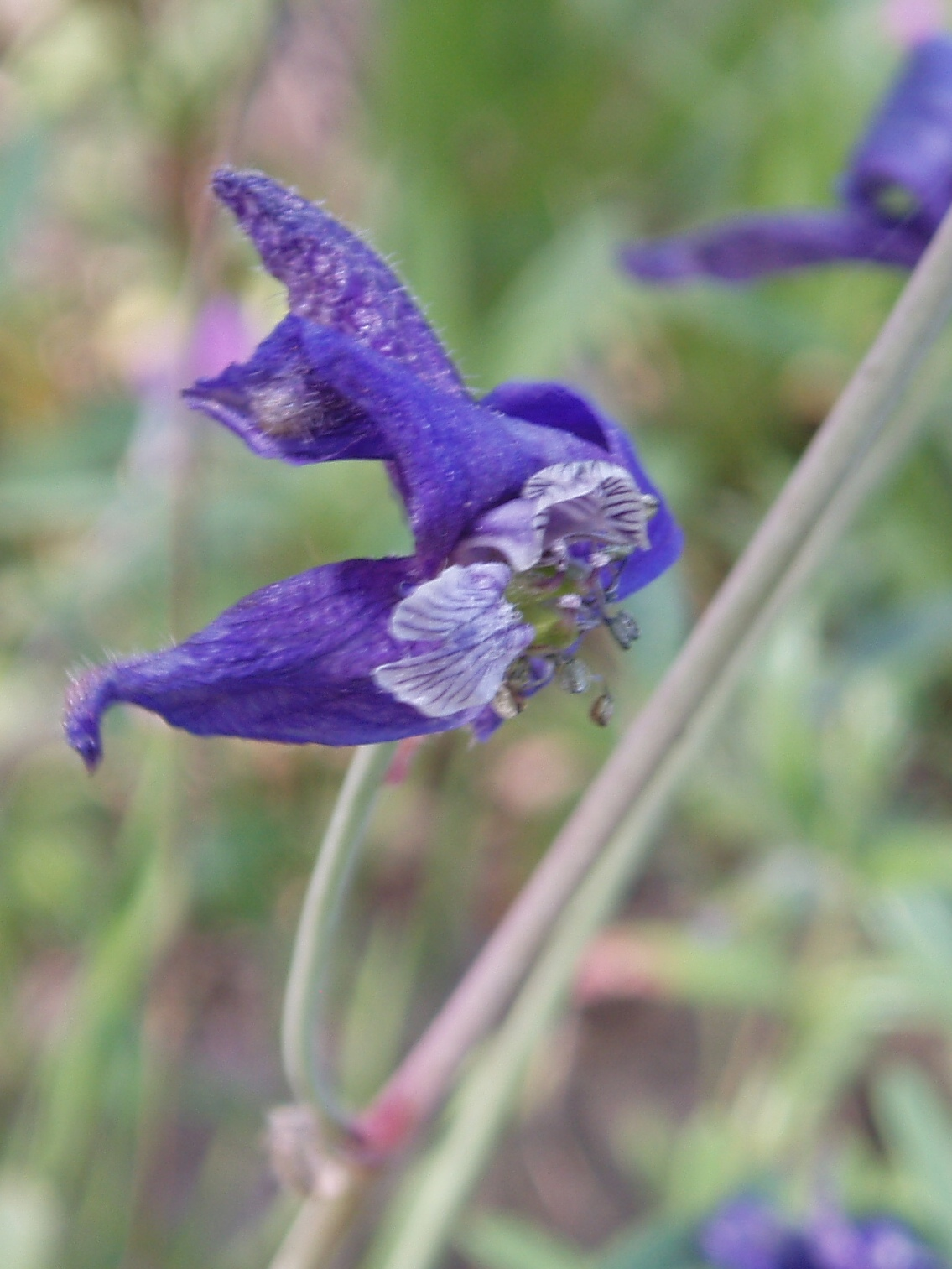
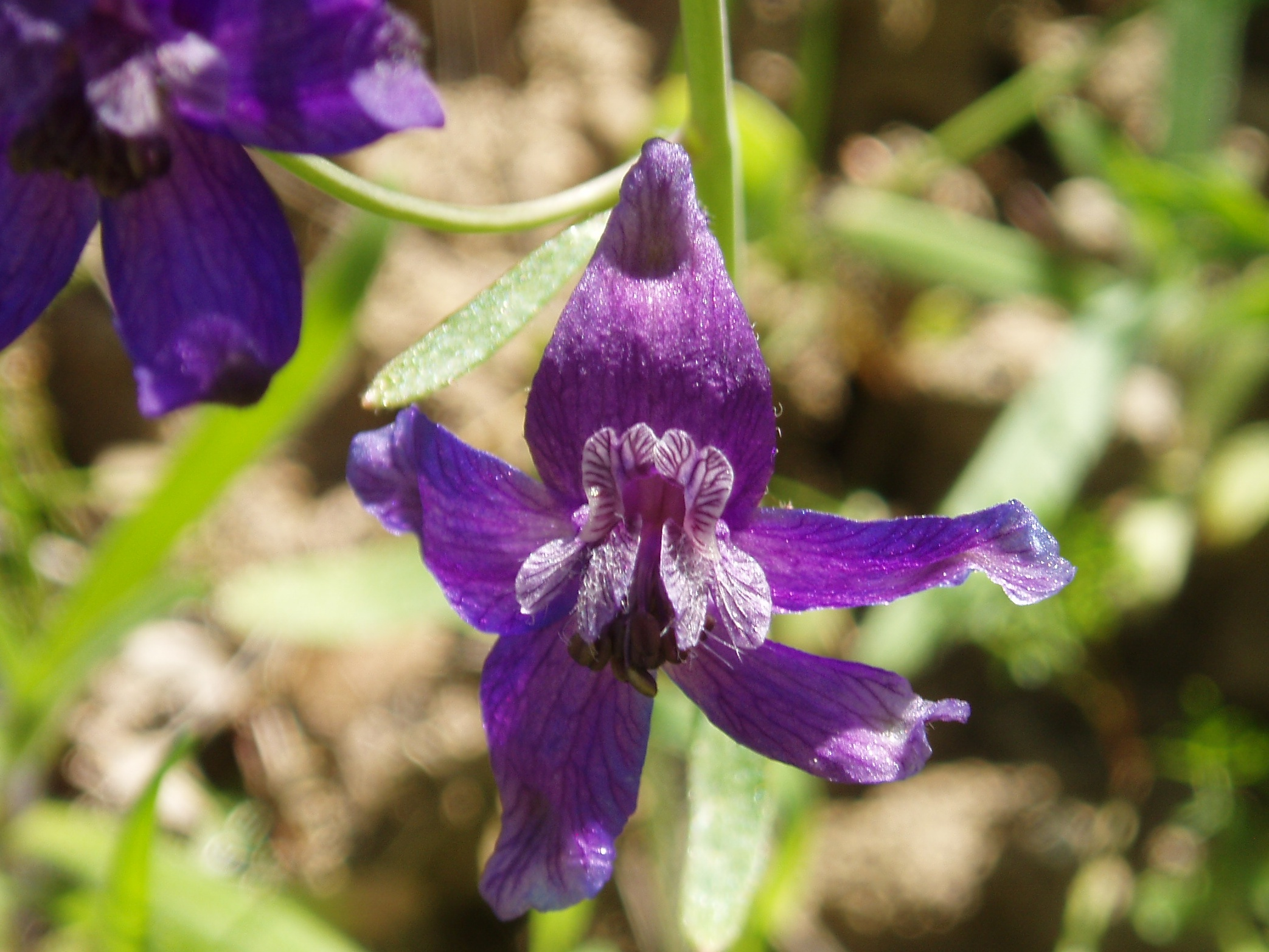